# 北九州市立足原小学校
北九州市立足原小学校（きたきゅうしゅうしりつ あしはらしょうがっこう）は、福岡県北九州市小倉北区足原にある公立小学校。

## 沿革
- 1965年（昭和40年） - 北九州市立足原小学校として開校[2]
- 1969年（昭和44年） - 屋内体育館落成[2]
- 1972年（昭和47年） - 学校給食文部大臣表彰を受ける[2]
- 1974年（昭和49年） - 創立10周年記念式典を挙行[2]
- 1984年（昭和59年） - 創立20周年記念式典を挙行[2]
- 1994年（平成6年） - 創立30周年記念式典を挙行[2]
- 2004年（平成16年） - 創立40周年記念式典を挙行[2]

## 交通
- 西鉄バス
  - 第一黒原バス停下車、徒歩約2分
  - 黒住町バス停下車、徒歩約5分

## 周辺
- 北九州市立霧丘中学校